# Kühne (motormerk)
Kühne is een historisch Duits merk van inbouwmotoren.
Kühne produceerde vanaf 1925 staande eencilinderkopkleppers van 350 en 500 cc. In 1929 kwam er zelfs een met desmodromische klepbediening. 
Kühne bouwde waarschijnlijk zelf geen motorfietsen, maar hun blokken werden door veel andere merken gebruikt, zoals AWD, BAF, Diamant, Eber, Elfa, Elite, Engee, Engel, Grüco, Grutzena, KSB, KZ, Luwe, Mabret, Mafa, Norwed, Pan, Renner-Original, RUD, Sartorius, TeCo, Walmet, Wela en Wels.